# Яготинский механический завод
Яготинский механический завод — промышленное предприятие в городе Яготин Яготинского района Киевской области Украины.

## История
Предприятие было создано 1 апреля 1971 года как опытно-механический завод в составе Всесоюзного научно-производственного объединения «Сахар» (объединявшего находившиеся в Яготине Яготинский сахарный комбинат им. Ильича и построенный в 1965 году Яготинский экспериментальный сахарный завод). Основной задачей завода являлось изготовление экспериментальных и опытных образцов оборудования по техническим условиям отделов и лабораторий Всесоюзного научно-исследовательского института сахарной промышленности, для чего на предприятии было создано конструкторское бюро.
Образцы изготовленного механическим заводом нового, нестандартного и усовершенствованного оборудования проходили испытания на мощностях Яготинского экспериментального сахарного завода.
В советское время завод входил в число ведущих предприятий города.
После провозглашения независимости Украины государственное предприятие было преобразовано в арендное предприятие, а позднее - реорганизовано в открытое акционерное общество.
До 1997 года Яготинский механический завод проводил выпуск опытных партий и малых серий оборудования по заказам сахарных заводов, в дальнейшем номенклатура выпускаемого оборудования для предприятий пищевой промышленности была расширена.

## Современное состояние
Завод выпускает оборудование для предприятий пищевой промышленности, водоочистное оборудование, а также металлоконструкции и иные металлоизделия хозяйственно-бытового назначения.